# Флаг городского поселения Рязановский
Флаг городского поселения Ряза́новский Егорьевского муниципального района Московской области является официальным символом городского поселения Рязановский и отражает исторические, культурные, социально-экономические, национальные и иные местные традиции.
Флаг утверждён 25 февраля 2010 года и 23 апреля 2010 года внесён в Государственный геральдический регистр Российской Федерации с присвоением регистрационного номера 6011.
Законом Московской области от 26 октября 2015 года № 177/2015-ОЗ, все муниципальные образования Егорьевского муниципального района — городские поселения Егорьевск и Рязановский; сельские поселения Раменское, Саввинское и Юрцово — были преобразованы, путём их объединения, в городской округ Егорьевск.

## Описание
Описание флага, утверждённое 25 февраля 2010 года решением Совета депутатов городского поселения Рязановский № 4/8, гласило:

Прямоугольное полотнище с отношением ширины к длине 2:3, состоящее из трёх полос: красной — вдоль верхнего края (в 5/18 ширины полотнища) и двух равных вертикальных — жёлтой и белой. На красной полосе изображена рука в голубом рукаве, выходящая из белого облака держащая остальные части за край, поверх границы жёлтой и белой полос — зелёная шапка с чёрной опушкой и с жёлтым городком, украшенным зелёным самоцветом.

9 июля 2010 года, решением Совета депутатов городского поселения Рязановский № 9/13, было утверждено новое положение о флаге городского поселения Рязановский, в котором, среди прочего, было исправлено описание флага:

Прямоугольное двухстороннее полотнище с отношением ширины к длине 2:3, состоящее из трёх полос: красной — вдоль верхнего края (в 5/18 ширины полотнища) и двух равных вертикальных — жёлтой и белой. На красной полосе изображена рука в голубом рукаве, выходящая из белого облака, держащая остальные части за край, поверх границы жёлтой и белой полос — зелёная шапка с чёрной опушкой и с жёлтым городком, украшенным зелёным самоцветом.

## Обоснование символики
Земли, входящие в состав современного городского поселения впервые упоминаются в связи с основанием Николо-Радовицкого монастыря в XVI веке, однако, согласно преданию, в XV веке задолго до строительства монастыря, на озере Святом старцем Пахомием была основана Акакиева пустынь.
Долгое время монастырь был крупным духовным центром на границе Рязанской, Владимирской и Московской губернии. С 1778 года он был приписан к Егорьевскому уезду Рязанской губернии.
Принадлежность на протяжении многих лет к Рязанской земле послужила причиной появления названия сначала посёлка, а потом и городского поселения. Эта особенность отражена на флаге. Княжеская шапка — фигура рязанского герба отражает исторические и культурные связи городского поселения и Рязанской области. Полотнище, составленное из двух частей, образно отражает расположение муниципального образования на границе двух субъектов федерации: Московской и Рязанской областей, а также принадлежность территории городского поселения в разные исторические периоды Московской и Рязанской земле.
В то же время деление полотнища на две части показывает, что в состав территории городского поселения вошли два сельских округа.
Красная полоса с выходящей из облака рукой показывает то, что городское поселение Рязановский входит в состав Егорьевского муниципального района, на флаге которого также изображена выходящая из облака рука, что подчёркивает единство муниципальных образований.
Жёлтый цвет (золото) — символ урожая, богатства, стабильности, уважения и интеллекта.
Белый цвет (серебро) — символ чистоты, совершенства, мира и взаимопонимания.
Зелёный цвет символизирует весну, здоровье, природу, молодость.
Красный цвет — символ мужества, жизнеутверждающей силы и красоты, праздника, труда.
Голубой цвет — символ возвышенных устремлений, искренности, преданности, возрождения.